# Aeroportul Glasgow Valley
Aeroportul Glasgow Valley (IATA: GGW, ICAO: KGGW, FAA LID: GGW) este un aeroport din Montana, Statele Unite ale Americii ce deservește zona Glasgow⁠(d). Aeroportul a fost tranzitat în 2019 de 8.894 de pasageri. A fost numit după zona deservită.
Situat la o altitudine de 700 m, aeroportul dispune de 2 piste.

## Infrastructură

### Piste
Aeroportul dispune de 2 piste. Pista 08/26 are suprafața de asfalt și dimensiunile 5.000 picioare × 75 picioare. Pista 12/30 are suprafața de asfalt și dimensiunile 5.002 picioare × 100 picioare. 